# Hack Forums
Hack Forums (souvent abrégé en « HF ») est un forum Internet dédié aux discussions liées à la culture des hackers et à la sécurité informatique,. Le site Web est classé numéro un des sites Web dans la catégorie « Hacking » quant au trafic Web par la société d'analyse Alexa Internet. Le site Web a été largement signalé comme facilitant les activités criminelles en ligne,,,, comme le cas de Zachary Shames, qui a été arrêté pour avoir vendu un logiciel d'enregistrement de frappe sur les forums de piratage en 2013, qui a été utilisé pour voler des informations personnelles.

## Failles de sécurité
En juin 2011, le groupe hacktiviste LulzSec, dans le cadre d'une campagne intitulée « 50 jours de lulz », viole le forum de piratage et publie les données obtenues. Les données divulguées comprenaient les informations d'identification et les informations personnelles de près de 200 000 utilisateurs enregistrés.
Le 27 août 2014, Hack Forums est piraté avec un message de défiguration par un pirate égyptien, utilisant le pseudo en ligne « Eg-R1z »,.
Le 26 juillet 2016, l'administrateur de Hack Forums (« Omniscient ») avertit ses utilisateurs d'une faille de sécurité. Dans un e-mail, il conseille aux utilisateurs de changer leurs mots de passe et d'activer le 2FA.

## Incidents criminels allégués
Selon un communiqué de presse du ministère américain de la Justice, Zachary Shames aurait développé un enregistreur de frappe en 2013 qui permettait aux utilisateurs de voler des informations sensibles, notamment des mots de passe et des identifiants bancaires, à partir de l'ordinateur d'une victime. Ce keylogger, connu sous le nom de « Limitless Logger Hack », est vendu 35 $ sur le forum de piratage,,.
Le 12 août 2013, des pirates utilisent la force brute SSH pour cibler en masse les systèmes Linux avec des mots de passe faibles. Les outils utilisés par les pirates ont ensuite été publiés sur le forum de piratage.
Le 15 mai 2022, le FBI cible les clients d'un outil d'administration à distance (RAT) populaire appelé «Blackshades ». Blackshades RAT était un logiciel malveillant créé et vendu sur le forum de piratage.
Le 19 janvier 2016, le développeur du botnet MegalodonHTTP est arrêté. MegalodonHTTP comprenait un certain nombre de fonctionnalités telles que « Téléchargement et exécution binaires », « Méthodes d'attaque par déni de service distribué (DDoS) », « Remote Shell », « Antivirus Disabling », « Crypto miner pour Bitcoin, Litecoin, Omnicoin et Dogecoin ». Le logiciel malveillant est vendu sur le forum de piratage.
Le 22 septembre 2016, de nombreux sites Web majeurs ont été forcés de se déconnecter après avoir été touchés par « Mirai », un logiciel malveillant qui ciblait les appareils non sécurisés de l'Internet des objets (IoT). Le code source de Mirai a été publié sur les forums de piratage en tant que source ouverte. En réponse, le 26 octobre 2016, Omniscient, l'administrateur des forums de piratage, a supprimé définitivement la section DDoS-for-Hire du forum,,.
Le 21 octobre 2016, des sites Web populaires, dont Twitter, Amazon, Netflix, ont été supprimés par une attaque par déni de service distribué. Les chercheurs ont affirmé que l'attaque provenait de contributeurs sur les forums de piratage.
Le lundi 26 février 2018, l'Agence France-Presse (AFP) a rapporté  que les autorités ukrainiennes avaient arrêté l'organisateur du cybercrime Avalanche Gennady Kapkanov, qui aurait vécu sous un faux passeport à Poltava, une ville du centre de l'Ukraine. Il a commercialisé l'outil d'administration à distance (NanoCore RAT) et un autre programme de licence de logiciel appelé Net Seal exclusivement sur les forums de piratage. Plus tôt, en décembre 2016, le FBI avait arrêté Taylor Huddleston, le programmeur qui a créé NanoCore et l'a annoncé en premier sur Hack Forums.
Le 31 août 2018, plusieurs utilisateurs des Hack Forums ont affirmé avoir reçu un e-mail de Google les informant que le FBI exigeait la divulgation des données des utilisateurs liées au malware LuminosityLink vendu sur les Hack Forums.
Le 29 octobre 2018, Vice Media a rapporté que Saud Al-Qahtani, conseiller du prince héritier Mohammed bin Salman d'Arabie saoudite et l'un des cerveaux présumés derrière l'assassinat de Jamal Khashoggi, était très actif sur les forums de piratage pendant de nombreuses années sous le nom d'utilisateur Nokia2mon2., demandant de l'aide pour pirater les victimes et acheter un logiciel de surveillance malveillant. Il y avait des rumeurs parmi les utilisateurs des forums de piratage selon lesquelles Nokia2mon2 était connecté au gouvernement saoudien et qu'il utilisait le site Web comme ressource pour espionner des journalistes, des étrangers et des dissidents.

## Accueil du public
Selon Patrick Howell O'Neill de CyberScoop : « Le forum s'adresse principalement à un public jeune qui est curieux et parfois malveillant, mais qui apprend encore. De plus, HackForums est le genre de communauté Internet qui peut sembler impénétrable, voire incompréhensible, aux étrangers. Elle a la réputation d'être peuplée de trolls : des enfants motivés par le chaos et une activité criminelle effrontée. »
Le journaliste en cybersécurité Brian Krebs décrit HackForums comme « un forum envahi par des pirates adolescents en herbe qui passent le plus clair de leur temps à essayer de s'impressionner, de s'attaquer ou de se voler les uns les autres ».

Allison Nixon, Directeur de la recherche en sécurité a Flashpoint, compare l’activité sur HackForums a celle des gangs de rues, affirmant que : 

« You have a bunch of kids, not a lot of adults, and some people have their own predispositions, and sometimes there is not a lot of guidance to steer that in a productive direction. You see gangs end up forming. There are these online street gangs so to speak, some of them can get pretty destructive in the same way you have violent street gangs in a neighborhood. The individuals themselves may become part of such a gang in order to get a sense of community, a sense of safety, or perhaps something to do because they’re bored. It seems like there’s a lot of parallels. »